# Championnat des Bermudes de football 2005-2006
Navigation
Saison précédente Saison suivante
La saison 2005-2006 du Championnat des Bermudes de football est la quarante-troisième édition de la Premier Division, le championnat de première division aux Bermudes. Les huit formations de l'élite sont réunies au sein d'une poule unique où elles s'affrontent deux fois au cours de la saison. À l'issue du championnat, les deux derniers du classement sont relégués et remplacés par les deux meilleurs clubs de Second Division.
C'est le North Village Community Club qui remporte la compétition cette saison après avoir terminé en tête du classement final, avec sept points d'avance sur un duo composé de Somerset Cricket Club Trojans et de Dandy Town Hornets. Il s’agit du septième titre de champion des Bermudes de l'histoire du club, qui réalise même le doublé en s'imposant en finale de la Coupe des Bermudes face à Dandy Town Hornets.

## Les clubs participants
- Boulevard Blazers
- Dandy Town Hornets
- Devonshire Colts - Promu de Second Division
- North Village Community Club
- Devonshire Cougars
- PHC Zebras
- Somerset Cricket Club Trojans
- Ireland Rangers FC - Promu de Second Division

## Compétition
Le barème de points servant à établir le classement se décompose ainsi :
- Victoire : 3 points
- Match nul : 1 point
- Défaite : 0 point

### Classement
| Rang | Équipe                        | Pts | J  | G  | N | P  | Bp | Bc | Diff |
| ---- | ----------------------------- | --- | -- | -- | - | -- | -- | -- | ---- |
| 1    | North Village Community ClubC | 35  | 14 | 11 | 2 | 1  | 44 | 10 | +34  |
| 2    | Somerset Cricket Club Trojans | 28  | 14 | 8  | 4 | 2  | 26 | 15 | +11  |
| 3    | Dandy Town Hornets            | 28  | 14 | 9  | 1 | 4  | 29 | 22 | +7   |
| 4    | Devonshire CougarsT           | 25  | 14 | 8  | 1 | 5  | 37 | 20 | +17  |
| 5    | PHC Zebras                    | 15  | 14 | 4  | 3 | 7  | 28 | 31 | -3   |
| 6    | Boulevard Blazers             | 14  | 14 | 4  | 2 | 8  | 22 | 33 | -11  |
| 7    | Devonshire ColtsP             | 8   | 14 | 2  | 2 | 10 | 12 | 33 | -21  |
| 8    | Ireland Rangers FCP           | 7   | 14 | 2  | 1 | 11 | 16 | 50 | -34  |

|  | Champion des Bermudes 2005-2006                                                         |
|  | Relégation en Second Division                                                           |
|  | T : Tenant du titre C : Vainqueur de la Coupe des Bermudes P : Promu de Second Division |

## Bilan de la saison
| Championnat des Bermudes de football 2005-2006 |                                         |
| Champion                                       | North Village Community Club (7e titre) |
| Coupes et trophées                             |                                         |
| Vainqueur de la Coupe des Bermudes 2005-2006   | North Village Community Club            |
| Qualifications continentales                   |                                         |
| CFU Club Championship 2006                     | Aucun                                   |
| Promotions et relégations                      |                                         |
| Promus en Premier Division                     | Paget Lions FC                          |
| Promus en Premier Division                     | St David Islanders                      |
| Relégués en Second Division                    | Devonshire Colts                        |
| Relégués en Second Division                    | Ireland Rangers FC                      |